# Arizona Dream
Pour plus de détails, voir Fiche technique et Distribution.
Arizona Dream est un film franco-américain réalisé par Emir Kusturica, sorti en 1993.

## Synopsis
Axel, un jeune orphelin de vingt-trois ans, vit davantage dans un monde plein de rêves et de poissons volants qu'à New York où il habite. Léo, son oncle, l'invite chez lui, en Arizona, à l'occasion de son mariage. Il aimerait bien que son neveu reste, rencontre l'amour de sa vie et reprenne son magasin d'automobiles d'occasion. Tandis qu'il apprend le dur métier de vendeur de voitures, Axel rencontre Elaine, une veuve fantasque qui rêve de voler.

## Fiche technique
- Titre : Arizona Dream
- Réalisation : Emir Kusturica
- Scénario : David Atkins et Emir Kusturica
- Production : Yves Marmion, Claudie Ossard, Richard Brick et Paul R. Gurian
- Société de production : Claudie Ossard et UGC
- Société de distribution : StudioCanal
- Musique : Goran Bregovic et Iggy Pop
- Photographie : Vilko Filač
- Montage : Andrija Zafranovic
- Décors : Miljen Kreka Kljakovic
- Pays d'origine :  États-Unis,  France
- Langue : anglais
- Format : couleurs - 1,85:1 - Dolby - 35 mm
- Genre : comédie dramatique
- Durée : 142 minutes
- Dates de sortie :
  - France : 6 janvier 1993
  - États-Unis : 9 septembre 1994

## Distribution
- Johnny Depp (VF : Maurice Decoster) : Axel Blackmar
- Jerry Lewis (VF : Philippe Dumat) : Leo Sweetie
- Faye Dunaway (VF : Tania Torrens) : Elaine Stalker
- Lili Taylor (VF : Marie-Laure Dougnac) : Grace Stalker
- Vincent Gallo (VF : Serge Faliu) : Paul Leger
- Paulina Porizkova : Millie
- Michael J. Pollard : Paul
- Emir Kusturica : le client du bar

## Bande originale
1. In the Deathcar, de Iggy Pop et Goran Bregović, interprété par Iggy Pop
2. Dreams, interprété par Goran Bregović
3. Old home movie, interprété par Goran Bregović
4. TV screen, de Iggy Pop et Goran Bregović, interprété par Iggy Pop
5. 7/8 & 11/8, interprété par Goran Bregović
6. Get the money, de Iggy Pop et Goran Bregović, interprété par Iggy Pop
7. Gun Powder, interprété par Goran Bregović
8. Gipsy reggae, interprété par Goran Bregović
9. Death, interprété par Goran Bregović
10. This is a film, de Emir Kusturica et Goran Bregović, interprété par Iggy Pop
11. American Dreamers

## Autour du film
- Le film a été tourné pour l'essentiel à Douglas, dans l'Arizona, ainsi qu'à New York et en Alaska, balayant ainsi trois extrémités du territoire nord-américain.
- Le film a été tourné en son numérique LC Concept.
- Le film comporte plusieurs scènes de mise en abyme : 
  - lorsque les personnages de Vincent Gallo et Johnny Depp regardent une projection de Raging Bull, le premier (lui-même acteur amateur, Paul Leger dans le film) cite Johnny Depp parmi les acteurs « intouchables », avant de se hisser devant l'écran de projection pour jouer une scène de Raging Bull en même temps que Robert De Niro et Joe Pesci. Plus loin, le même Paul Leger répète dans son hamac une des répliques du film : « You fucked my wife ? » ;
  - lorsque le personnage de Vincent Gallo passe une audition devant un jury d'amateurs, il mime le personnage de Cary Grant dans une célèbre scène de La Mort aux trousses. Plus tard dans le film, Paul Leger rejoue pour de bon la scène lorsque Faye Dunaway teste son cadeau d'anniversaire : un avion ;
  - enfin, lorsque Paul Leger visionne Le Parrain 2 en récitant une fois de plus les répliques qu'il connaît par cœur. Il s'endort même en tenant une photo de Clark Gable et Vivien Leigh dans Autant en emporte le vent.

## Distinctions
- Ours d'Argent (Prix Spécial du Jury) lors du Festival de Berlin 1993.
- Prix du public lors du Festival international du film de Varsovie 1994.
- Golden Camera 300 lors du Festival des frères Manaki 1993.